# Gonzalo Ludueña
Gonzalo Emmanuel Raúl Ludueña (Córdoba, Provincia de Córdoba, Argentina, 12 de marzo de 1986) es un futbolista argentino. Juega como delantero y actualmente es jugador libre.

## Trayectoria
En el Apertura 2006 debutó en River Plate, donde no tuvo muchas oportunidades de jugar y se mantuvo hasta el 2007. El primer semestre del 2008 fue cedido a préstamo al Emelec de Ecuador, donde fue el goleador del equipo con 6 goles. En el 2009 fue cedido nuevamente, esta vez a la Universidad San Martín de Perú, donde fue goleador del equipo con 10 tantos. Al año siguiente regresó a River Plate para el Torneo Clausura 2010, donde alternó muy poco. Tras eso recala en O'Higgins teniendo un paso un tanto irregular por tanto al campeonato siguiente se marcha a Everton de Viña del Mar para ganar más minutos, cosa que no ocurre así que decide emigrar a Defensores de Belgrano. En el 2012 retorna a Ecuador siendo fichado por el Manta Fútbol Club.
Actualmente se encuentra sin equipo, tras finalizar su contrato con Ramón Santamarina.

## Selección nacional
Ha sido internacional con la Selección Sub-17 de Argentina, participando en el Campeonato Sudamericano Sub-17 de 2003 en el que campeonó y en la Copa Mundial de Fútbol Sub-17 de 2003.

### Participaciones en Copas del Mundo
| Mundial                     | Sede      | Resultado    |
| --------------------------- | --------- | ------------ |
| Copa Mundial Sub-17 de 2003 | Finlandia | Tercer lugar |

## Clubes
La siguiente tabla detalla los encuentros disputados y los goles marcados por Ludueña en los clubes en los que ha militado.
| Club                               | País       | Año           | Partidos | Goles |
| ---------------------------------- | ---------- | ------------- | -------- | ----- |
| River Plate                        | Argentina  | 2005-2007     | 0        | 0     |
| Emelec (cedido)                    | Ecuador    | 2008          | 19       | 7     |
| Universidad de San Martín (cedido) | Perú       | 2009          | 41       | 11    |
| River Plate                        | Argentina  | 2010          | 4        | 0     |
| O'Higgins                          | Chile      | 2010-2011     | 18       | 4     |
| Everton                            | Chile      | 2011          | 8        | 0     |
| Defensores de Belgrano             | Argentina  | 2012          | 19       | 1     |
| Manta FC                           | Ecuador    | 2012          | 10       | 1     |
| Adelaide United                    | Australia  | 2013          | 6        | 0     |
| Santos de Guápiles                 | Costa Rica | 2014          | 12       | 1     |
| Ramón Santamarina                  | Argentina  | 2015-presente | 10       | 2     |

## Palmarés

### Copas internacionales
| Título              | Club                   | Sede    | Año  |
| ------------------- | ---------------------- | ------- | ---- |
| Sudamericano Sub-17 | Selección de Argentina | Bolivia | 2003 |

### Distinciones individuales
| Distinción                                                                                            | Año  |
| --- | ---- |
| Incluido en el equipo ideal del Campeonato Descentralizado según el portal periodístico DeChalaca.com | 2009 |